# سباستیانو میراندا دا سیلوا فیلو
سباستیانو میراندا دا سیلوا فیلو (به پرتغالی: Sebastião Miranda da Silva Filho) مهاجم اهل برزیل است که در شهر Bebedouro، ایالت سائوپائولو و در تاریخ ۲۶ فوریهٔ ۱۹۵۲ به دنیا آمده‌است.
سباستیانو میراندا دا سیلوا فیلو در تیم‌های فوتبال América-SP سابقهٔ حضور دارد.